# Тофан Андрій
Тофан Андрій (1890, Підвисоке — 1967, Татарів) — четар УГА, військовий і громадський діяч на Покутті.

## Життєпис
Народився в селі Підвисока Снятинського повіту королівства Галичини і Лодомерії в 1890 році в родині селян. 
У 1902—1910 рр. навчався в Коломийській цісарсько-королівській гімназії № 2 (українській), де був однокласником Василя Порайка.
У червні 1910 року завершив навчання в гімназії. В 1911 році вступив на юридичний факультет Чернівецького університету імені Франца-Йосипа. Під час студентського періоду брав активну участь у русі за утворення у Львові українського університету. Учасник Снятинської секції Українського Студентського Союзу у Львові. В 1912—1914 рр. — місто-голова секції УСС в Снятині.
Саме через політичну підтримку студентських протестів у Львові 1 липня 1910 року, у вересні того ж року не зміг вступити на навчання до університету в Чернівцях. До початку першої світової війни навчання закінчити не встиг.
У серпні 1914 року був мобілізований на третьому курсі навчання до лав австро—угорської армії. Воював на італійському і східному фронтах.
За часів Визвольних змагань в Україні перейшов до Української галицької армії, виконував обов'язки розвідчого старшини та пройшов багато боїв. 31 вересня 1919 року наказом Диктатора ЗО УНР Є. Петрушевича хорунжий при НКГА Андрій Тофан був підвищений до четаря.
У травні 1920 року зазнав інтернування та перебував у таборі Домб'є, де захворів на тиф, однак йому пощастило залишитись живим.
У листопаді 1920 р. спільно з Євгеном Гоївим, Романом Симовичем, Августином Задуровичем відновили діяльність Снятинської секції УСС .
У 1921 році завершив навчання і здобув бакалаврський ступінь. У липні 1921 року обраний головою секції Українського студентського союзу в Снятині, якою керував до 1924 року.
Після Першої світової війни цікавився діяльністю Української Військової Організації (УВО), за що також потрапив до Бригідок. Учасник УВО в Снятині. Був під поліцейським наглядом з вересня 1920 року.
У міжвоєння Андрій Тофан займався кооперативною діяльністю у Підвисоці, Снятині, Коломиї.

### Особисте життя
У 1921 році одружився із вчителькою Левкою Ляшкевич, яка вчителювала за часів Першої світової війни та Української держави. Дружина А. Тофана померла у м. Снятин у 1938 році (за іншими даними в 1939 році).
Первістком подружжя був син Іван (10 червня 1922, Снятин — 10 січня, 2017, Ноттінгем) — вояк 14-ї дивізії Ваффен СС Галичина, меценат і благодійник УКУ.
Другою дитиною в родині була дочка Тамара (1928, Снятин — 1944, Городенка).

### Останні роки життя
У 1943 році добровільно долучився до лав 14-ї дивізії зброї СС Галичина.
За нез'ясованих обставин потрапив у полон 1945 року. В 1946 році засуджений до 15 років виправних таборів, але завдяки амністії в 1956 році звільнився і повернувся на Батьківщину. Не знайшовши собі роботи в Снятині, після 1960 року проживав у селі Татарів, де й помер в 1967 році.